# Polygone non convexe

Exemple d'un polygone non convexe à six côtés.

Un polygone non convexe (voir aussi non-convexe), concave ou rentrant, désigne un polygone simple ayant au moins un angle rentrant intérieur, c'est-à-dire un angle dont la mesure se situe entre 180 et 360 degrés.

## Description

Exemple de partition d'un polygone concave en polygones convexes.

Exemple d'enveloppe convexe d'un polygone non convexe.

Certaines lignes reliant deux point intérieurs d'un polygone concave croisent ses limites à plus d'une reprise. Certaines diagonales d'un polygone non-convexe vont être partiellement ou totalement à l'extérieur de celui-ci. Certaines lignes latérales (en) d'un polygone de ce type ne peuvent pas séparer celui-ci en deux figures planes, un côté contenant le polygone au complet.
Comme avec tous les autres polygones, la somme de ses angles intérieurs (en) se résume en la formule  π (n − 2) rad, donc 180° ×(n − 2) ou n est égal au nombre de côtés. Il est toujours possible de séparer un polygone non convexe en polygones convexes. Un algorithme qui permet de trouver la décomposition d'un polygone concave en le moins de polygones convexes possible a été décrite par Bernard Chazelle et David P. Dobkin (en) en 1985.
Un triangle ne peut être concave, mais tous polygones ayant plus de trois côtés peuvent l'être. Un exemple de quadrilatère non convexe est le cerf-volant concave. Au moins un des angles intérieurs doit ne pas toucher tous les sommets. L'enveloppe convexe d'un polygone non convexe contient toujours des points situés à l'extérieur de celui-ci.